# André Le Nôtre
André Le Nôtre (Parigi, 12 marzo 1613 – Parigi, 15 settembre 1700) è stato un architetto del paesaggio francese, tra i principali della stagione barocca, e formalizzatore del giardino alla francese.

## Biografia
Famoso cortigiano e amico di Luigi XIV di Francia, era figlio d'arte: suo padre Jean Le Nôtre era il giardiniere di Luigi XIII. Fu giardiniere del re Luigi XIV dal 1645 al 1700, contribuendo alla costruzione e all'ideazione dei giardini di Versailles, come quelli di altre nobili residenze francesi. Nel 1664 venne incaricato da Jean-Baptiste Colbert di abbellire i Giardini delle Tuileries ed egli ne prolungò la prospettiva con nuovi filari di alberi, dando corpo a quello che diverrà l'attuale viale degli Champs-Elysées.
Le Nôtre operò anche in Italia quando, nel 1681, fu chiamato da Emanuele Filiberto di Savoia, che gli commissionò il rifacimento del parco del Castello di Racconigi, collaborando con il celebre architetto Guarino Guarini che si occupò della contestuale ristrutturazione della residenza.
Le Nôtre fu anche artefice della trasformazione dei giardini parigini mediante un disegno introducente un sistema di assi visivi e una varietà di forme. Prima delle trasformazione fatte da Le Nôtre i giardini esistenti erano progettati in maniera tipicamente rinascimentale mediante la successione di quadrati e rettangoli statici.
Visse fino all'età di 87 anni. Alla morte la sua salma venne inumata nella cappella Saint-André della chiesa di Saint-Roch a Parigi.

## Opere

### Giardini
- Castello di Versailles
- Castello di Vaux-le-Vicomte
- Castello di Saint-Germain-en-Laye

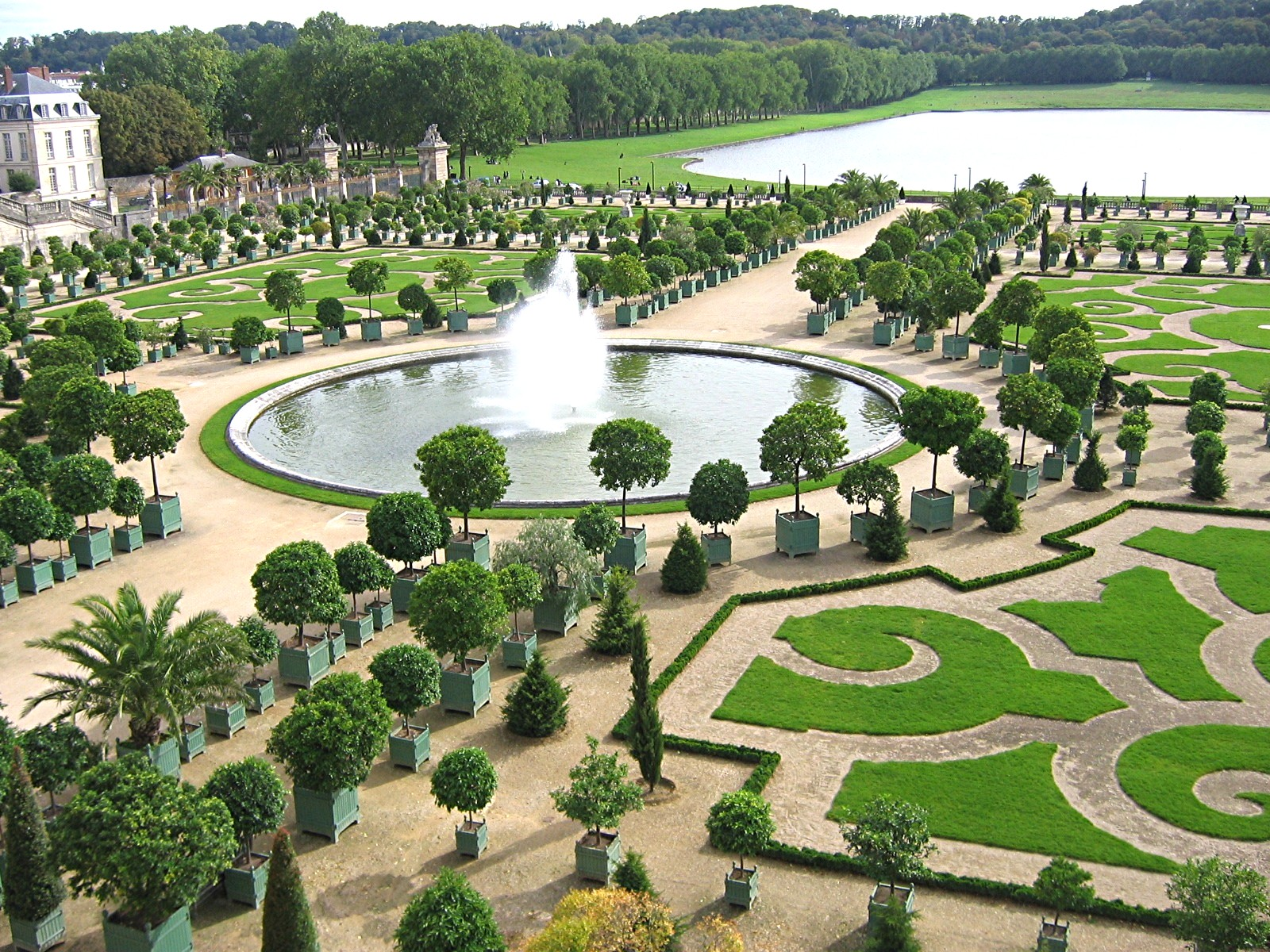
Orangerie del Castello di Versailles

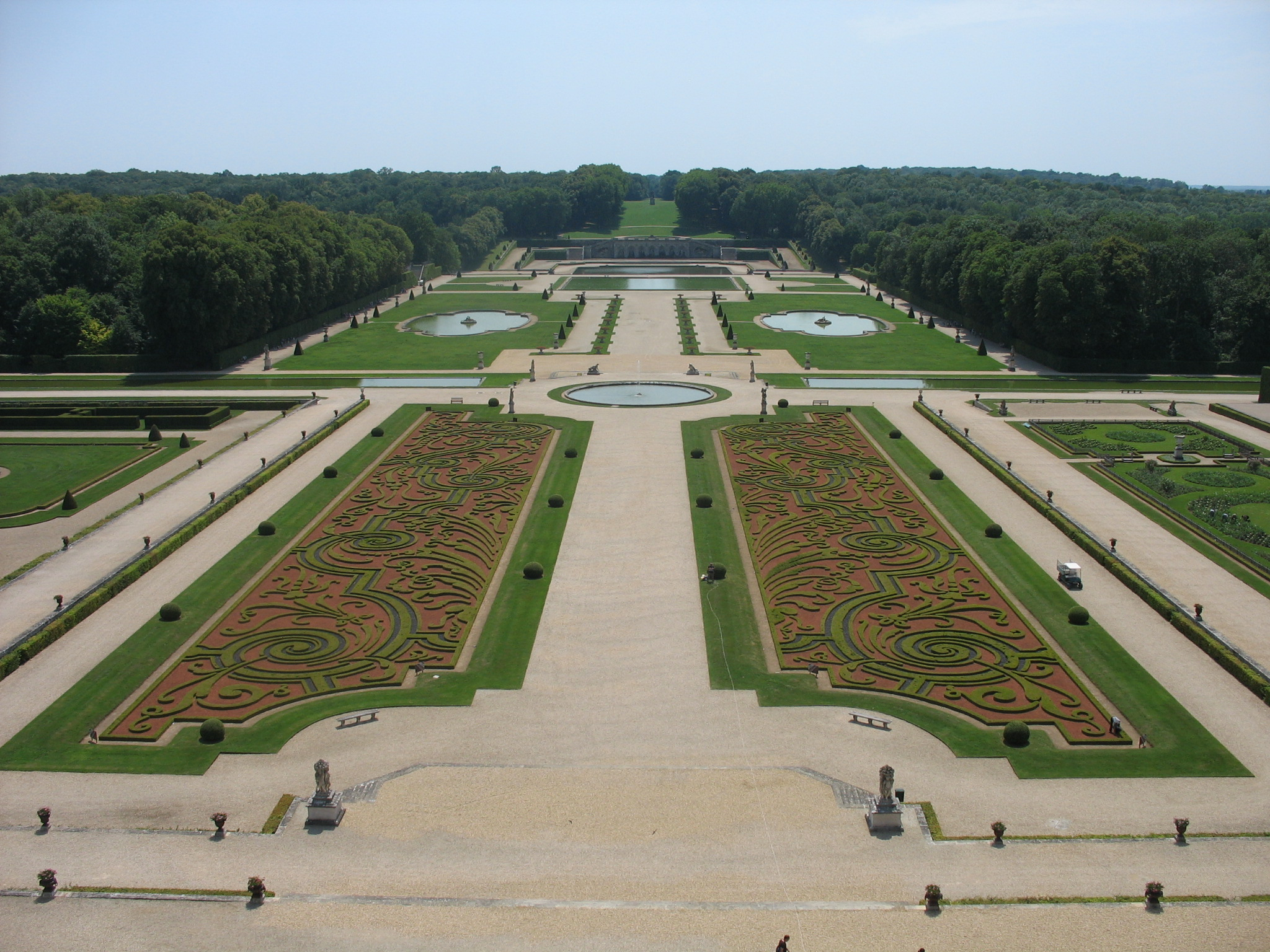
I Giardini del Castello di Vaux-le-Vicomte

- Castello di Saint-Cloud (rimangono solo i giardini)
- Giardini delle Tuileries
- Parco di Sceaux
- Villa Ludovisi ( Non c'è certezza dell'intervento di Le Notre su Villa Ludovisi . Nacque nel 1613 quando i giardini esistevano già , e all'epoca dei primi acquisti del Cardinale Lodovico Le Notre aveva appena 10 anni
- Castello di Fontainebleau
- Castello di Chantilly
- Castello di Bercy a Charenton-le-Pont
- Castello di Racconigi
- Giardini Reali di Torino

### Viali
- Viale del Castello di Hauteville a Charchigné

## Nei media

### Cinema
La figura di André Le Nôtre è protagonista del film Le regole del caos, regia di Alan Rickman (2014), interpretato da Matthias Schoenaerts.